# Катанда
Катанда (рос. Катанда) — село Усть-Коксинського району, Республіка Алтай Росії. Входить до складу Катандинського сільського поселення.
Населення — 912 осіб (2015 рік).
Село було засноване 1836 року.